# Titres et prédicats
 (février 2016).
 (août 2018).
- Si vous ne connaissez pas le sujet, laissez ce bandeau (vous pouvez alors contacter les auteurs).
- Si vous supprimez le contenu mis en cause (vous pouvez préalablement contacter les auteurs),

argumentez précisément cette suppression dans la page de discussion
(un manque de référence n'est pas un argument ; une recherche réelle de référence doit avoir été effectuée, être formellement documentée).
Les titres de civilité sont des formes de politesse qui servent à désigner une fonction, un grade ou une distinction de rang d’une personne.

## Usage
En général, les titres de civilité s’abrègent lorsqu’ils sont suivis du nom de famille ou de la mention d’une qualité (titre de noblesse, fonction, grade) et que l’on parle de la personne en question. L’utilisation de la graphie en toutes lettres est une marque de déférence. En revanche, les titres ne s’abrègent pas quand on s’adresse à la personne elle-même, y compris dans l’adresse ou la vedette d’une lettre.

## Titres d'appel
- Monsieur (M.[2]) : personne de sexe masculin.
- Messieurs (MM.) : groupe de personnes de sexe masculin.
- Madame (Mme) : personne de sexe féminin.
- Mesdames (Mmes) : groupe de personnes de sexe féminin.
- Mademoiselle (Mlle) : son usage est variable. Depuis les années 1970, son usage est régulièrement contesté par les mouvements féministes. En France, il n'est désormais plus d'usage officiel. En effet, le 26 décembre 2012, le Conseil d'État a validé la suppression du terme « Mademoiselle » de tous les documents officiels qui avait été demandée par François Fillon[3]. Ce terme est généralement utilisé pour désigner une personne de sexe féminin non mariée[4],[5], mais il peut parfois simplement souligner le jeune âge d'une personne ou le fait qu'elle n'ait pas d'enfant.
- Mesdemoiselles (Mlles) : son usage est variable. Depuis les années 1970, son usage est régulièrement contesté par les mouvements féministes. Ce terme est généralement utilisé pour désigner un groupe de personnes de sexe féminin non mariées[4],[5], mais il peut parfois simplement souligner le jeune âge d'un groupe de personnes ou le fait qu'elles n'aient pas d'enfant.
- Veuf (Vf) : mari dont le conjoint est décédé.
- Veuve (Vve) : épouse dont le mari est décédé.
- Mx : titre neutre, utilisé notamment pour les personnes non-binaires. Sa création date des années 70 mais il commence à se démocratiser dans les pays anglo-saxons autour de la décennie 2010[6].

## Titres académiques et professionnels
- Docteur (Dr) : personne possédant un doctorat.
- Docteurs (Drs) : groupe de personnes possédant un doctorat.
- Maître (Me) : pour toute personne exerçant les métiers juridiques suivant : avocat, avocat au Conseil d'État et à la Cour de cassation, avoué, notaire, huissier de justice, commissaire-priseur public ou judiciaire, mandataire et liquidateur judiciaire.[réf. nécessaire]
- Maîtres (Mes) : groupe de personnes exerçant les métiers juridiques suivant : avocat, avocat au Conseil d'État et à la Cour de cassation, avoué, notaire, huissier de justice, commissaire-priseur judiciaire, mandataire et liquidateur judiciaire.
- Professeur (Pr) : personne exerçant les fonctions de professeur universitaire. personne exerçant les fonctions de professeur des universités ou de professeur des universités – praticien hospitalier (titres réglementés en France).
- Professeurs (Prs) : groupe de personnes exerçant les fonctions de professeur des universités ou de professeur des universités - Praticien hospitalier (titres réglementés).
- Auditeur (Aud.) : personne exerçant le métier d'auditeur.
- Ingénieur Civil (Ir.) : personne détentrice d'un diplôme d'ingénieur civil ou d'ingénieur agronome (Belgique).
- Ingénieur Industriel (Ing.) : personne détentrice d'un diplôme d'ingénieur industriel (Belgique).
- Architecte (Arch.) : personne détentrice d'un diplôme d'architecte et inscrit à l'ordre des architectes.

## Titres de noblesse

### Titres français et belges
- Duc : personne de sexe masculin possédant le pouvoir de direction sur un duché, étant marié à une duchesse ou héritant ce titre d'un ancêtre.
- Duchesse : personne de sexe féminin possédant le pouvoir de direction sur un duché, étant mariée à un duc ou héritant ce titre d'un ancêtre.
- Marquis (Mis[7]) : personne de sexe masculin possédant le pouvoir de direction sur un marquisat, étant marié à une marquise ou héritant ce titre d'un ancêtre.
- Marquise (Mise[7]) : personne de sexe féminin possédant le pouvoir de direction sur un marquisat, étant mariée à un marquis, ou héritant ce titre d'un ancêtre. À partir d'Henri IV[8], plusieurs maîtresses royales ont reçu ce titre pour être présentées à la Cour.
- Comte (Cte) : personne de sexe masculin possédant le pouvoir de direction sur un comté, étant marié à une comtesse ou héritant ce titre d'un ancêtre.
- Comtesse (Ctesse) : personne de sexe féminin possédant le pouvoir de direction sur un comté, étant mariée à un comte ou héritant ce titre d'un ancêtre.
- Vicomte (Vte) : personne de sexe masculin possédant le pouvoir de direction sur une vicomté, étant marié à une vicomtesse ou héritant ce titre d'un ancêtre.
- Vicomtesse (Vtesse) : personne de sexe féminin possédant le pouvoir de direction sur une vicomté, étant mariée à un vicomte ou héritant ce titre d'un ancêtre.
- Baron (Bon) : personne de sexe masculin possédant le pouvoir de direction sur une baronnie, étant marié à une baronne ou héritant ce titre d'un ancêtre.
- Baronne (Bonne) : personne de sexe féminin possédant le pouvoir de direction sur une baronnie, étant mariée à un baron ou héritant ce titre d'un ancêtre.
- Seigneur (Sgr) : personne de sexe masculin possédant le pouvoir de direction sur une seigneurie, étant marié à une dame ou héritant ce titre d'un ancêtre.
- Dame : personne de sexe féminin possédant le pouvoir de direction sur une seigneurie, étant mariée à un seigneur ou héritant ce titre d'un ancêtre.
- Chevalier (Cher) : personne du sexe masculin qui a été adoubé ou héritant ce titre d'un ancêtre.
- Écuyer (Ec.) : à l'époque moderne[Quand ?], un rang détenu par tous les descendants masculins d'une noblesse ancienne de plusieurs générations, non titrés.

### Titres britanniques
- Messire : personnes de sexe masculin héritant du titre d'écuyer du Moyen Âge.
- Sir : personnes de sexe masculin distinguées au Royaume-Uni par le roi ou la reine du Royaume-Uni.
- Dame : personnes de sexe féminin distinguées au Royaume-Uni par le roi ou la reine (par exemple la navigatrice Ellen Mac Arthur), ou personnes de sexe féminin nobles ou anoblies. Ne pas confondre avec Lady, qui est simplement le titre donné à la femme d'un lord.
- Lord : personnes de sexe masculin nobles ou anoblies au Royaume-Uni.

### Titres musulmans et arabes
- Émir : personnes de sexe masculin disposant du pouvoir sur un émirat.
- Émira : personnes de sexe féminin mariées à un émir.
- Chérif : descendants de sexe masculin du prophète de l'islam Mahomet par sa fille Fatima via l'un de ses deux petits-fils, Hassan et Hussayn.
- Chérifa : forme féminine de Chérif, pour les descendantes de sexe féminin de Mahomet par sa fille Fatima via l'un de ses deux petits-fils, Hassan et Hussayn.
- Cheikh : personnes de sexe masculin respectées pour leur grand âge ou leurs connaissances scientifiques ou culturelles.
- Cheykha : personnes de sexe féminin mariées à un cheikh.
- Bey : personnes de sexe masculin disposant du pouvoir sur un beylicat.
- Calife : personnes de sexe masculin disposant du pouvoir sur un califat.
- Hadjib : personnes de sexe masculin qui peuvent exercer les fonctions de chef de gouvernement, maître de cérémonie, chambellan, huissier, etc.
- Moulay : titre donné aux Chérifs en Afrique du Nord
- sidi/sid: équivalent de Monsieur en arabe
- Lalla : équivalent féminin de moulay/sidi en Afrique du Nord
- Nizam : personnes de sexe masculin disposant du pouvoir d'administration d'une région.
- Pervane : personnes de sexe masculin représentant l'autorité des Mongols de Perse comme gouverneur.
- Sultan : personnes de sexe masculin disposant du pouvoir sur un sultanat.
- Vizir : personnes de sexe masculin servant de ministre, de conseiller auprès de dirigeants musulmans.

### Titres hindous
- Râja : personnes de sexe masculin disposant du pouvoir sur un territoire hindou.
- Rani : personnes de sexe féminin disposant du pouvoir sur un territoire hindou.

## Titres et prédicats institutionnels

### Titres institutionnels
- Malik : personnes de sexe masculin désignées comme "roi" ou "régent"[Qui ?].
- Shah : monarques masculins iraniens, perses et indiens.
- Padishah : personnes de sexe masculin possédant un pouvoir monarchique en Perse.

### Prédicats institutionnels
- Son Altesse (S. A.) : princes, princesses et émirs souverains arabes, ainsi que les membres secondaires des familles régnantes et princières européennes.
- Son Altesse Impériale (S. A. I.) : princes et princesses issus d'une famille impériale.
- Son Altesse Royale (S. A. R.) : pour le Grand-duc de Luxembourg ou les membres d'une famille régnante à dignité royale.
- Son Altesse Sérénissime (S. A. S.) : princes souverains des principautés de Monaco et de Liechtenstein.
- Son Excellence (S. E.) : pour toutes les personnes exerçant les fonctions de président de la République ou d'ambassadeur (à l'extérieur du pays).
- Sa Majesté (S. M.) : monarques exerçant les fonctions de roi, reine ou sultan.
- Sa Majesté Impériale (S. M. I.) : monarques exerçant les fonctions d'empereur ou d'impératrice.

## Titres et prédicats religieux

### Titres religieux
- Dom : personnes de sexe masculin distinguées religieusement au Royaume-Uni ou pour les prêtres réguliers.
- Don : prêtres ou diacres catholiques issus d'ordres séculiers fondés en Italie.
- Père (P.) : personnes de sexe masculin exerçant les fonctions de prêtre du clergé régulier (en monastère, abbaye).
- Monsieur l'abbé : personnes de sexe masculin exerçant les fonctions de prêtre ou de diacre du clergé séculier.
- Monsieur le Curé : personnes de sexe masculin exerçant la charge curiale en paroisse (clergé séculier).
- Révérend Père (R. P.) : personnes de sexe masculin exerçant les fonctions de prêtre régulier, d'abbé, de prieur ou de dirigeant d'un monastère.
- Mère (M.) ou Révérende Mère (Re. M.) : personnes de sexe féminin exerçant les fonctions de mère supérieure d'un couvent, de mère prieure ou de mère abbesse.
- Frère (Fr.) : personnes de sexe masculin qui suivent la Règle, exerçant les fonctions de moine, de disciple ou d'apprenti.
- Sœur (Sr) : personnes de sexe féminin exerçant dans un couvent, une abbaye pour femmes, un prieuré pour femmes ou assistant un curé dans une église.
- Madame la Pasteure ou Pasteure : personnes de sexe féminin exerçant le ministère de pasteur dans une église protestante.
- Monsieur le Pasteur ou Pasteur : personnes de sexe masculin exerçant le ministère de pasteur dans une église protestante.
- Révérend : personnes de sexe masculin exerçant les fonctions de pasteur ou distinguées par un titre honorifique religieux (monde anglo-saxon).
- Monseigneur ou Son Excellence Monseigneur N. (Mgr ou S. Exc. Mgr N.) : personnes exerçant les fonctions d'évêque ou d'archevêque.
- Messeigneurs (Mgrs) : groupe d'évêques ou d'archevêques.
- Imam : personnes exerçant la fonction d'imam.
- Rabbin : personnes juives exerçant la fonction de rabbin.
- Rav : personnes juives exerçant la fonction de rabbin, en particulier dans le milieu orthodoxe où le rabbin est appelé « Rav », ainsi que pour tous les autres guides spirituels et enseignants de la religion juive.

### Prédicats religieux
- Son Éminence (S. Ém.) : personnes de sexe masculin ayant la dignité de cardinal.
- Son Excellence (S. Exc.) : personnes de sexe masculin ayant la charge d'un évêché.
- Sa Sainteté (S. S.) : pape de l'Église catholique romaine ou patriarches d'autres églises chrétiennes. Parfois utilisé pour le Dalaï-lama.